# Пекут
Пекут (пол. Piekut) — село в Польщі, у гміні Хинув Груєцького повіту Мазовецького воєводства.
Населення — 98 осіб (2011).
У 1975-1998 роках село належало до Радомського воєводства.

## Демографія
Демографічна структура станом на 31 березня 2011 року:
|          | Загалом | Допрацездатний вік | Працездатний вік | Постпрацездатний вік |
| -------- | ------- | ------------------ | ---------------- | -------------------- |
| Чоловіки | 46      | 4                  | 37               | 5                    |
| Жінки    | 52      | 6                  | 35               | 11                   |
| Разом    | 98      | 10                 | 72               | 16                   |